# Masutaro Nakai
Masutaro Nakai (中井増太郎, Nakai Masutaro, 13 octobre 1895 – 11 octobre 1969) est un général de l'armée impériale japonaise, commandant les forces terrestres japonaises dans le sud-ouest du Pacifique pendant les derniers mois de la guerre. Il dirigea une formation de la taille d'une brigade, connue sous le nom de « détachement Nakai », détachée de la 20e division pendant la campagne des monts Finisterre. Nakai fut ensuite placé aux commandes de la 20e division.